# Sai che ti dico?
Sai che ti dico? era un programma televisivo di varietà trasmesso in sette puntate dall'8 gennaio al 19 febbraio 1972; andava in onda il sabato sul Programma Nazionale ed era condotto da Raimondo Vianello, Sandra Mondaini, Iva Zanicchi e Minnie Minoprio. Gli autori erano Raimondo Vianello e Giulio Scarnicci; la regia era di Antonello Falqui, le musiche di Bruno Canfora. Ogni puntata dello spettacolo era dedicata ad un tema specifico (per es. l'ecologia), che veniva trattato in modo scherzoso. Il programma era basato su sketch comici, musiche e canzoni nonché balletti interpretati dalla Minoprio. Gilbert Bécaud era ospite fisso della trasmissione e in ogni puntata cantava canzoni del suo repertorio.
La sigla di chiusura era Ma che amore! cantata da Iva Zanicchi, nella quale Raimondo Vianello impersona un tedoforo che deve portare la fiaccola olimpica allo stadio (in omaggio ai Giochi della XX Olimpiade, che in quell'anno si svolsero otto mesi più tardi a Monaco di Baviera) ma aveva un intoppo, ogni volta diverso, e non riusciva nell'intento.

Sandra Mondaini con Minnie Minoprio e Iva Zanicchi a Sai che ti dico? (1972)